# Charles Phan Hoang
Charles Phan Hoang (1936) è un artista marziale vietnamita, uno dei massimi esponenti del Viet Vo Dao e fondatore del Viet Tai Chi.
Nasce nel 1936 in Vietnam ed arriva in Europa all'inizio del 1960. Nel 1972 fonda la Viet Vo Dao International Federation, riunendo attorno a sé numerosi maestri vietnamiti, i più famosi in Europa, dando così inizio allo sviluppo del Viet Vo Dao, al momento in 23 diverse nazioni. Più tardi fonda il Voviet system, un sistema moderno per le arti marziali vietnamite nei paesi occidentali. Nel 1990, dopo lunghi lavori di ricerca e meditazione, fonda il Viet Tai Chi ("la grande via per coltivare l'energia interna"), arte di respirazione, felicità e buona salute.
Nel 2003 fonda il Chi Kiem ("la via della grande spada"), un nuovo sistema per l'Arte della Spada.
Professionalmente è docente rinomato e internazionalmente conosciuto nel campo della "Metodologia di Ricerca per le Scienze Sociali ed Economiche".
A partire dal 1994 Il Dr. Hoang è un Professore e Core Adviser per Doctoral Interdisciplinary Studies presso la Union Institute & University di Cincinnati. Ha avuto modo di condurre il team vincente del premio di Research & Teaching in Real Estate Finance in USA e nella sua lunga carriera accademica è stato invitato in più di 50 università in tutto il mondo. Ha prodotto diverse pubblicazioni in vari campi.